# Felsritzungen (Allinge-Sandvig)

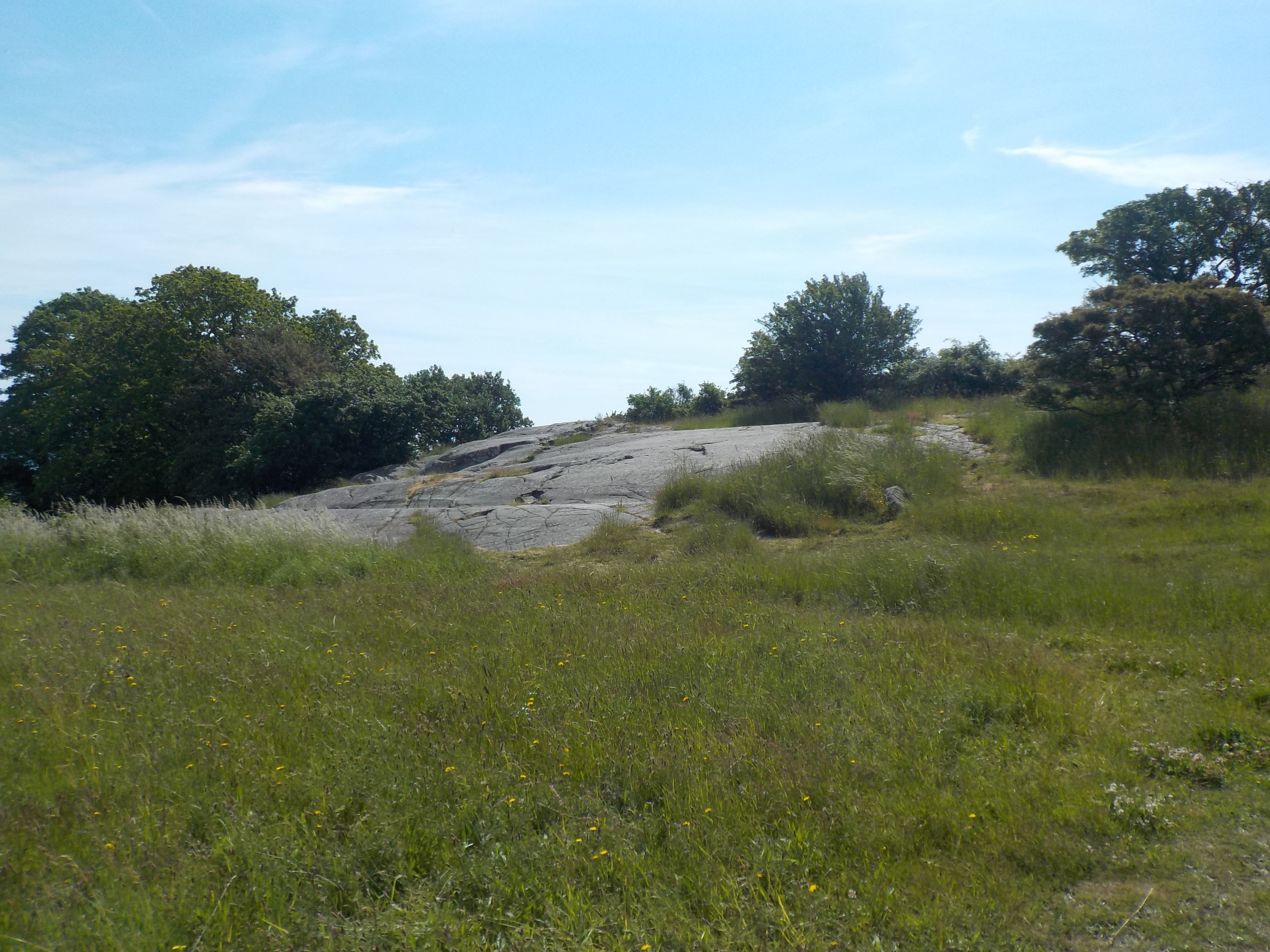
Der Felsaufschluss mit Ritzungen

Die Felsritzungen von Allinge-Sandvig auf der Ostseeinsel Bornholm sind Dänemarks größte Anhäufung von Petroglyphen. Sie liegen meernah auf einem Felsaufschluss, bei Allinge-Sandvig an einem Hang und stammen aus der nordischen Bronzezeit (1800–500 v. Chr.). 

## Beschreibung
Die erhaltenen Darstellungen zeigen überwiegend Schiffe. Von den 99 bekannten geritzten Schiffsdarstellungen in Dänemark finden sich 67 auf Bornholm. Den zweiten Platz nehmen Räder und Radkreuze (dänisch Hjulkors) mit vier oder acht Speichen ein. Fußabdrücke kommen einzeln und paarweise vor. Eine menschliche, einen Speer tragende Figur wurde zerstört. Die Abbildungen sind oftmals vergesellschaftet mit schalenförmigen Eintiefungen.
Bei Allinge-Sandvig sind drei Stellen mit Felszeichnungen (dänisch Helleristninger) erhalten geblieben, eine vierte Stelle wurde Anfang des 20. Jahrhunderts gesprengt. Im Oktober 2004 wurde dann bei Sandvig ein neues Ritzungsareal mit fünf Plätzen entdeckt, das die älteren an Größe übertrifft und unter anderem 16 bis 18 Schiffszeichnungen umfasst. Heute finden sich Felsritzungen an folgenden Stellen:
- Brogård südlich von Allinge
- Madsebakke nordwestlich von Allinge
- Sandvig westlich von Sandvig
- Storløkkebakke östlich von Allinge

Am besten dokumentiert sind die Felsritzungen von Madsebakke. Es handelt sich hier um 12 mehr oder minder stark verwitterte Schiffsbilder, sowie Fußabdrücke, Radkreuze und Schälchen (siehe nachstehende Bilder). Die Schiffe haben unterschiedliche Formen und sind offenbar zu verschiedenen Zeiten entstanden. 
Einige dieser Schiffs-Ritzungen weisen Ähnlichkeiten mit dem ältesten in Skandinavien um 350 v. Chr. gefundenen realen Schiff auf, dem Hjortspringboot.
Die Ritzungen von Madsebakke entsprechen dem üblichen Bild der Felsritzungen in Dänemark. Abstrakte Zeichen finden sich gemeinsam mit gegenständlichen Darstellungen von Menschen und Tieren. Die Felsenzeichnungen hatten zweifellos religiöse Bedeutung. Eine Erklärung für die eigentümliche Bilderwelt lässt sich indes kaum finden.

Madsebakke
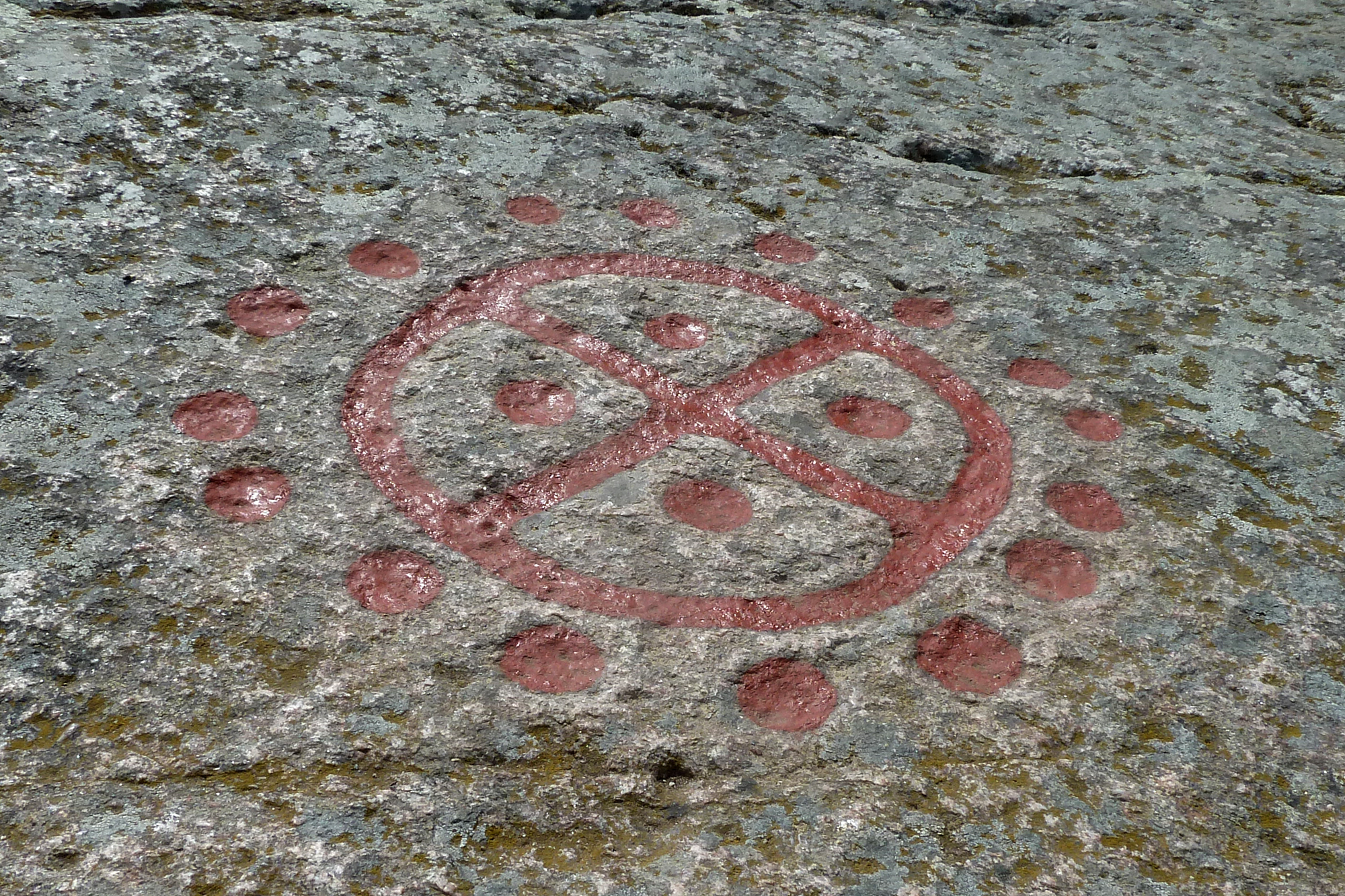
Radkreuz mit Schälchen
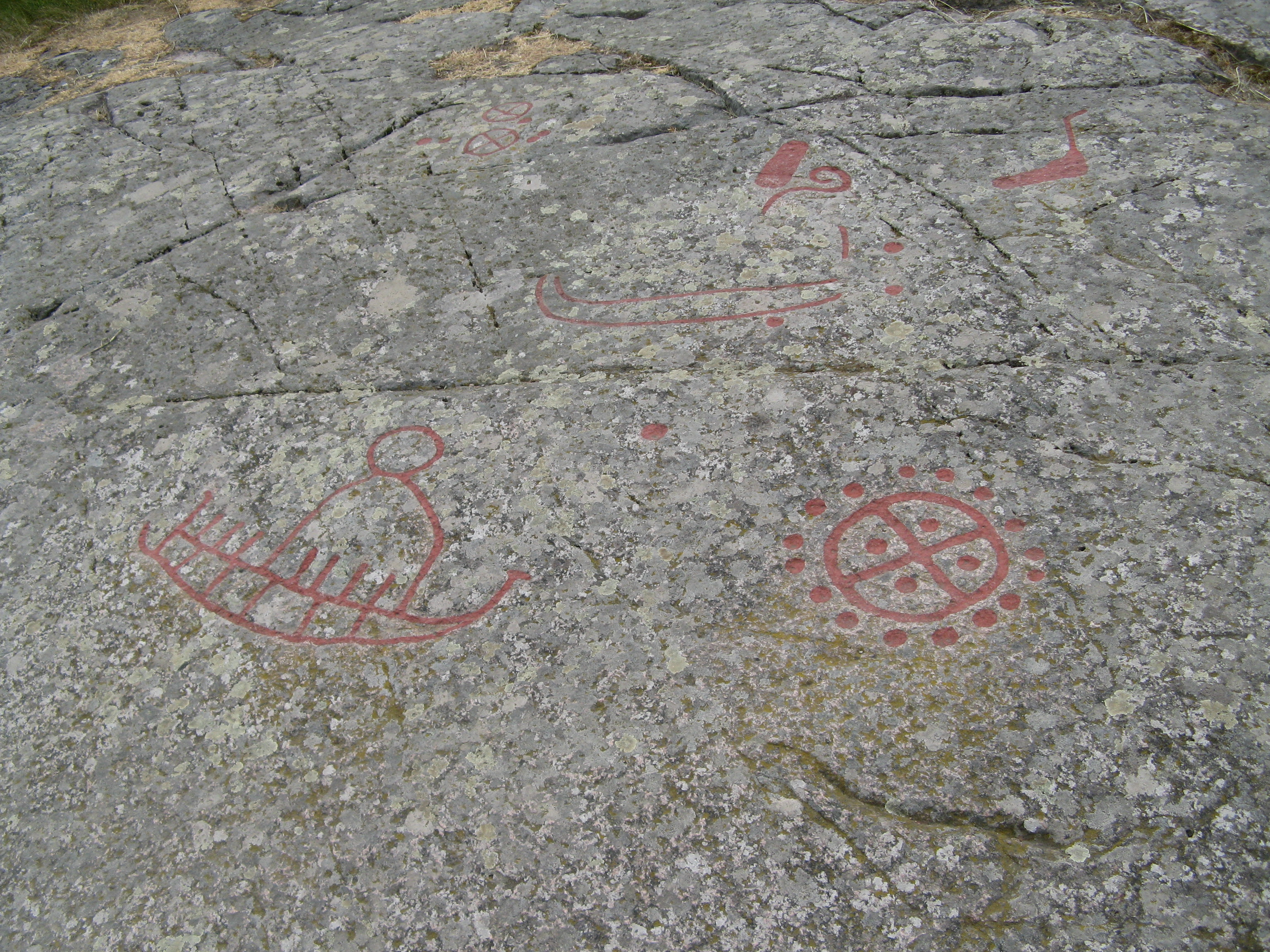
Verschiedene Symbole, Schiff mit Mann, Radkreuz
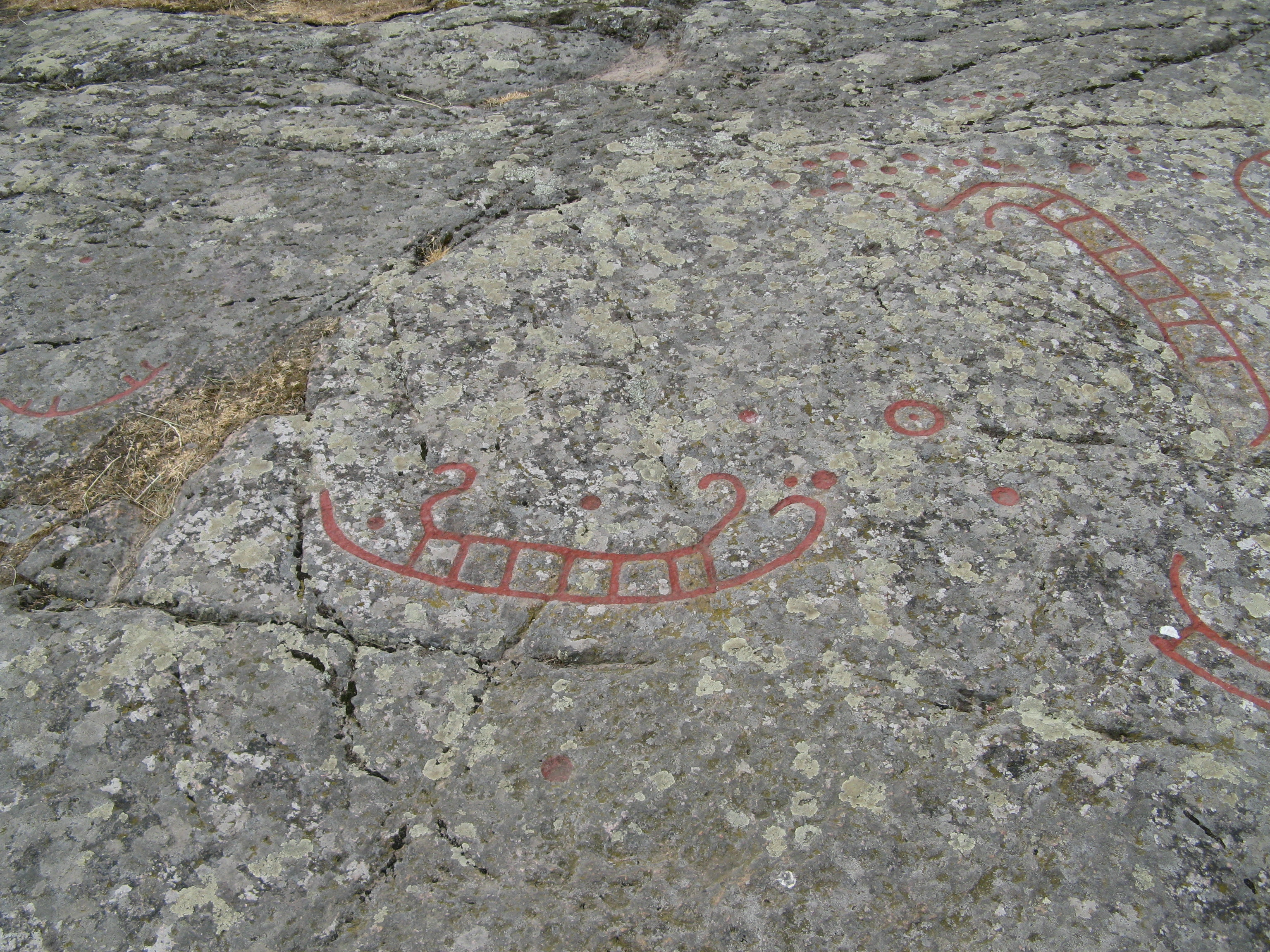
Schiff mit geschwungenem Bug und Heck
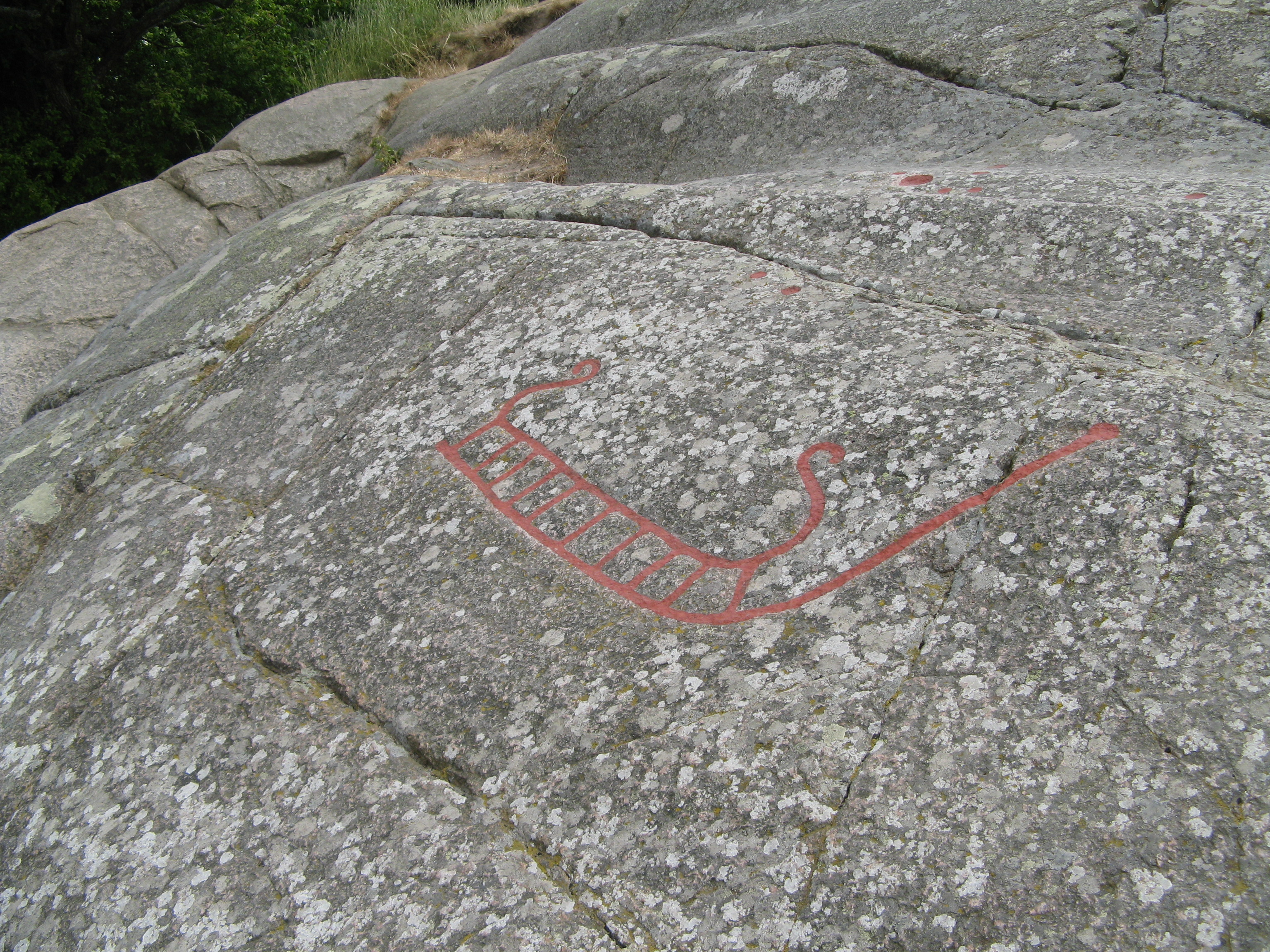
Schiff mit Mast am Bug
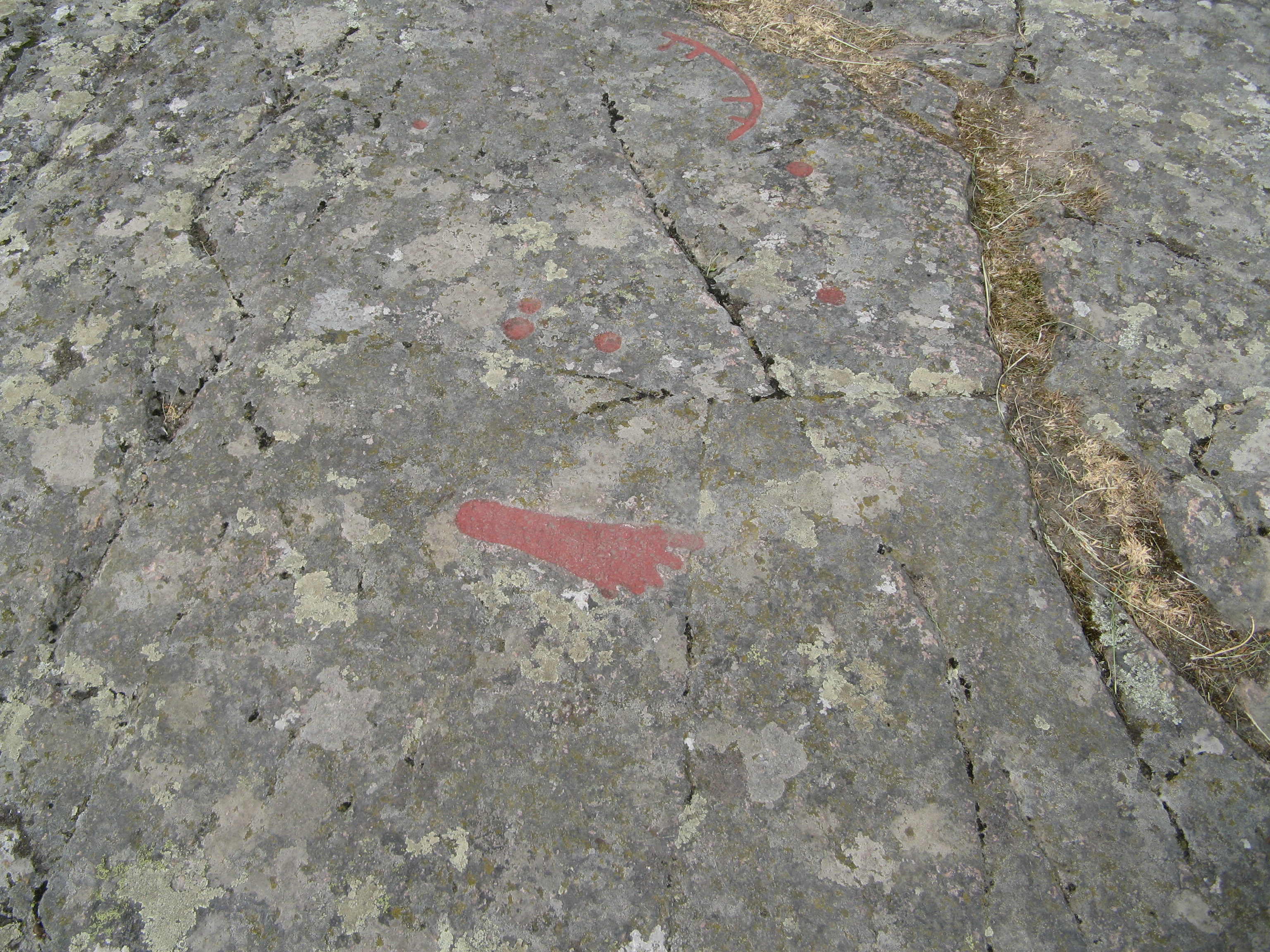
Fußabdruck
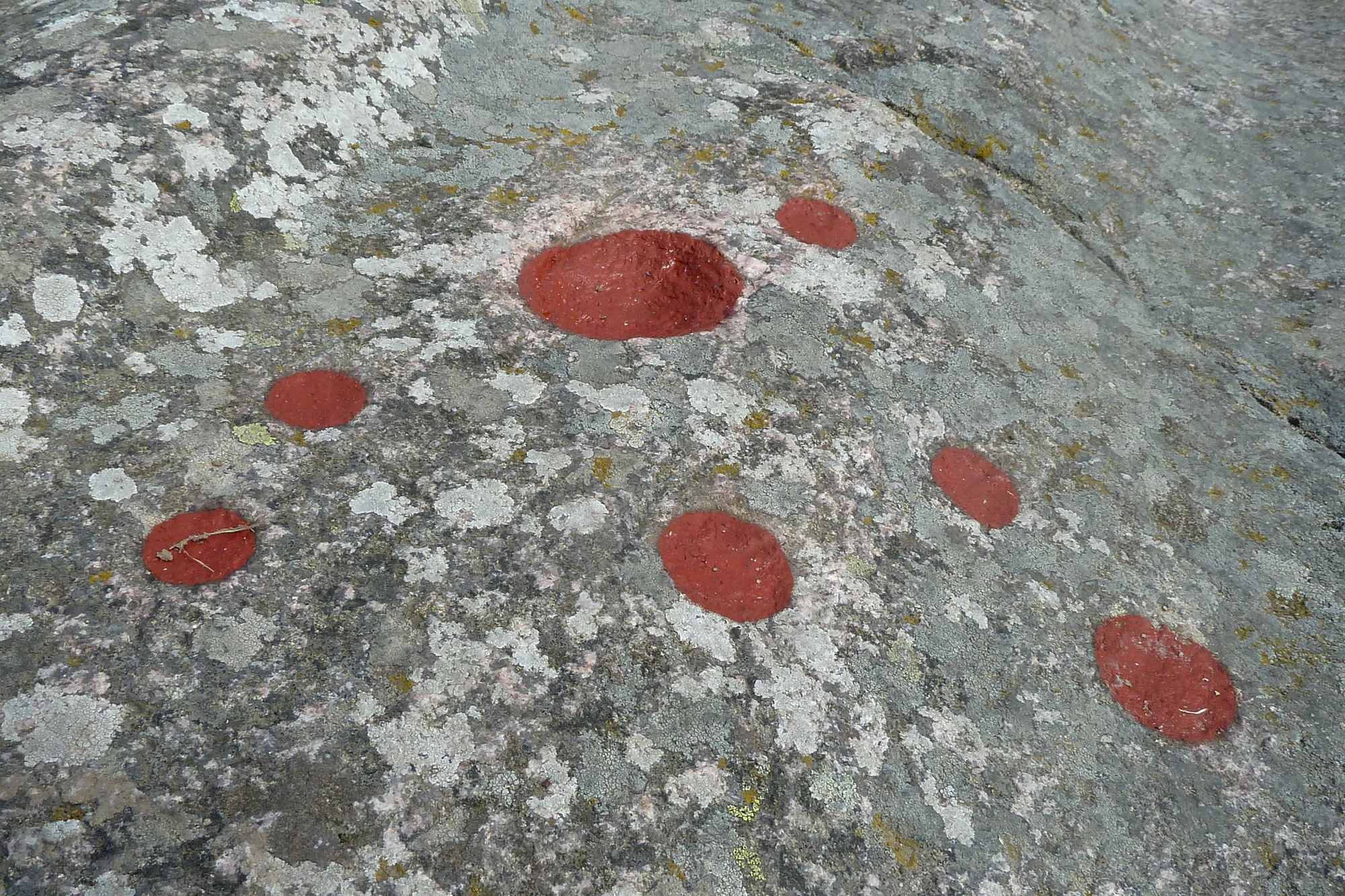
Schälchen
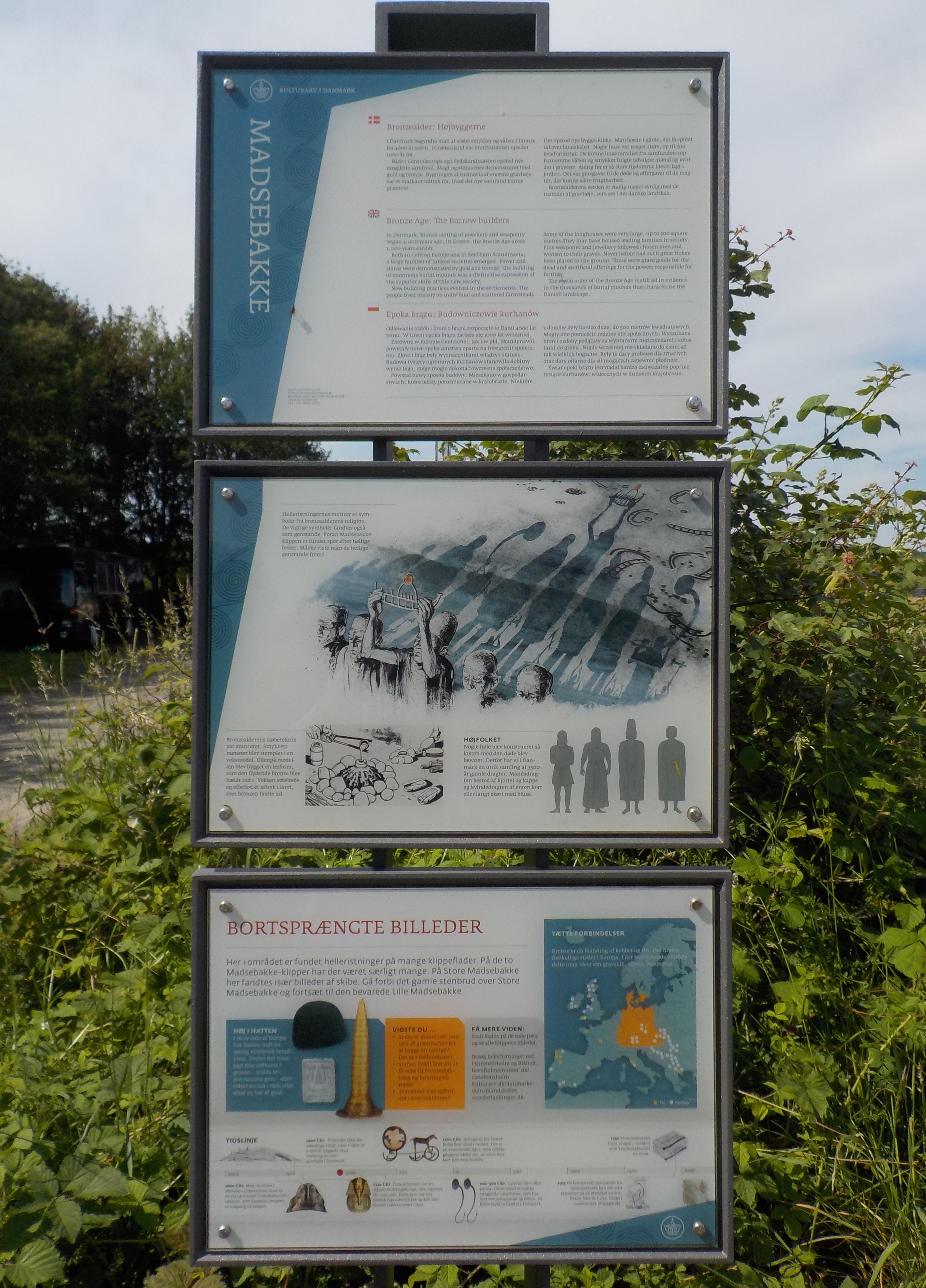
Informationstafeln
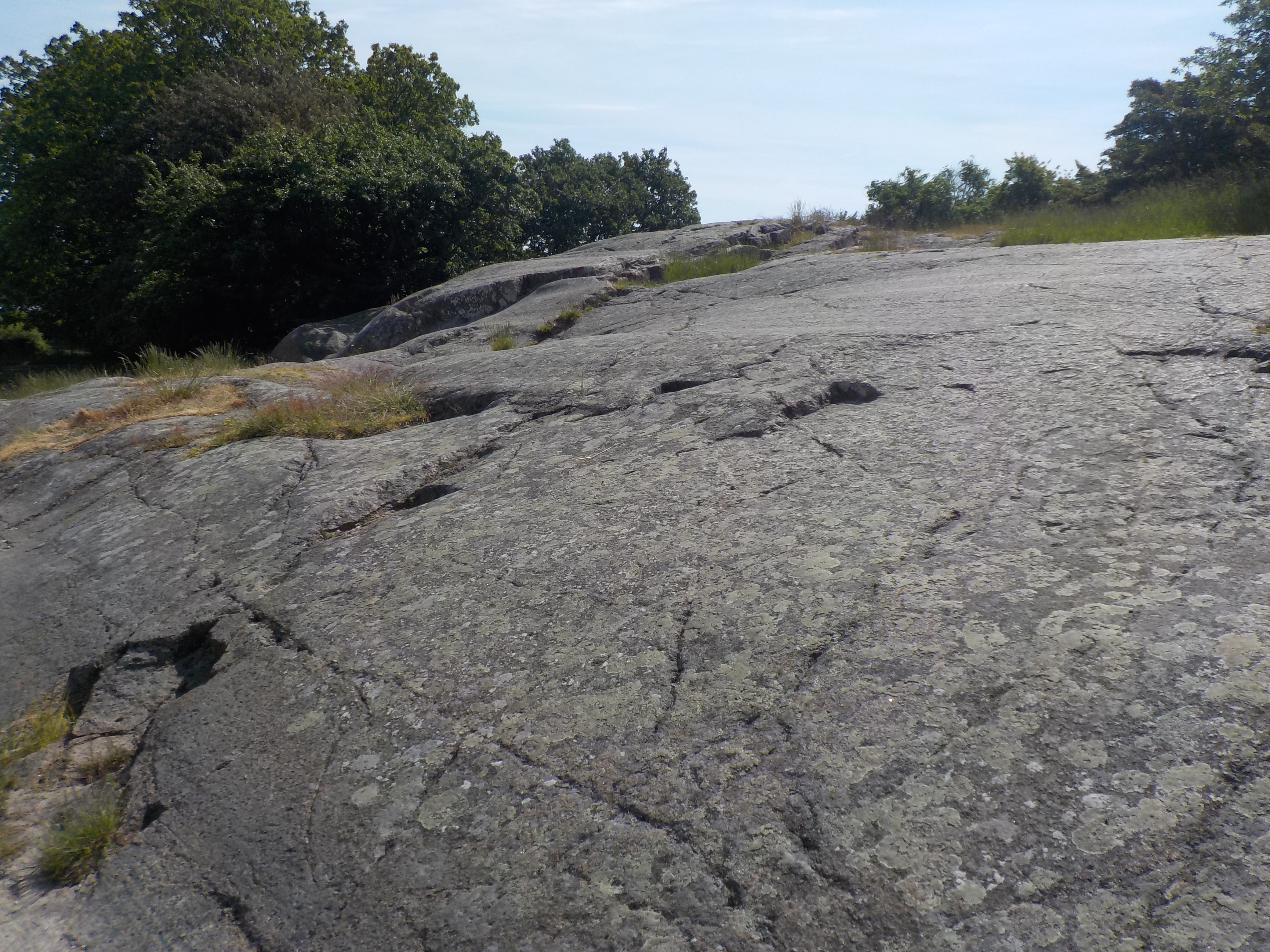
Ausschnitt

Storløkkebakke südlich von Allinge zeigt vier Schiffe, einen Fußabdruck und 11 Schälchen; 6 m nördlich davon gibt es ein weiteres Schiff. Die Schiffe gehören zu den größten Petroglyphschiffen. Die Felszeichnungen wurden im Jahr 1929 beim Sandstrahlen gefunden. Die Stelle findet man ca. 150 Meter links der Straße von Allinge Richtung Olsker ca. 500 Meter nach dem Ortsausgangsschild von Allinge. Anders als bei Madsebakke ist der Fußumriss von Storløkkebakke mit (vier) Zehen versehen, so dass es sich unzweifelhaft um einen (rechten) Fuß handelt. Damit sind Zweifel daran, dass es sich bei dem Fußumriss in Madsebakke um einen solchen handelt, ausgeräumt.

Storløkkebakke
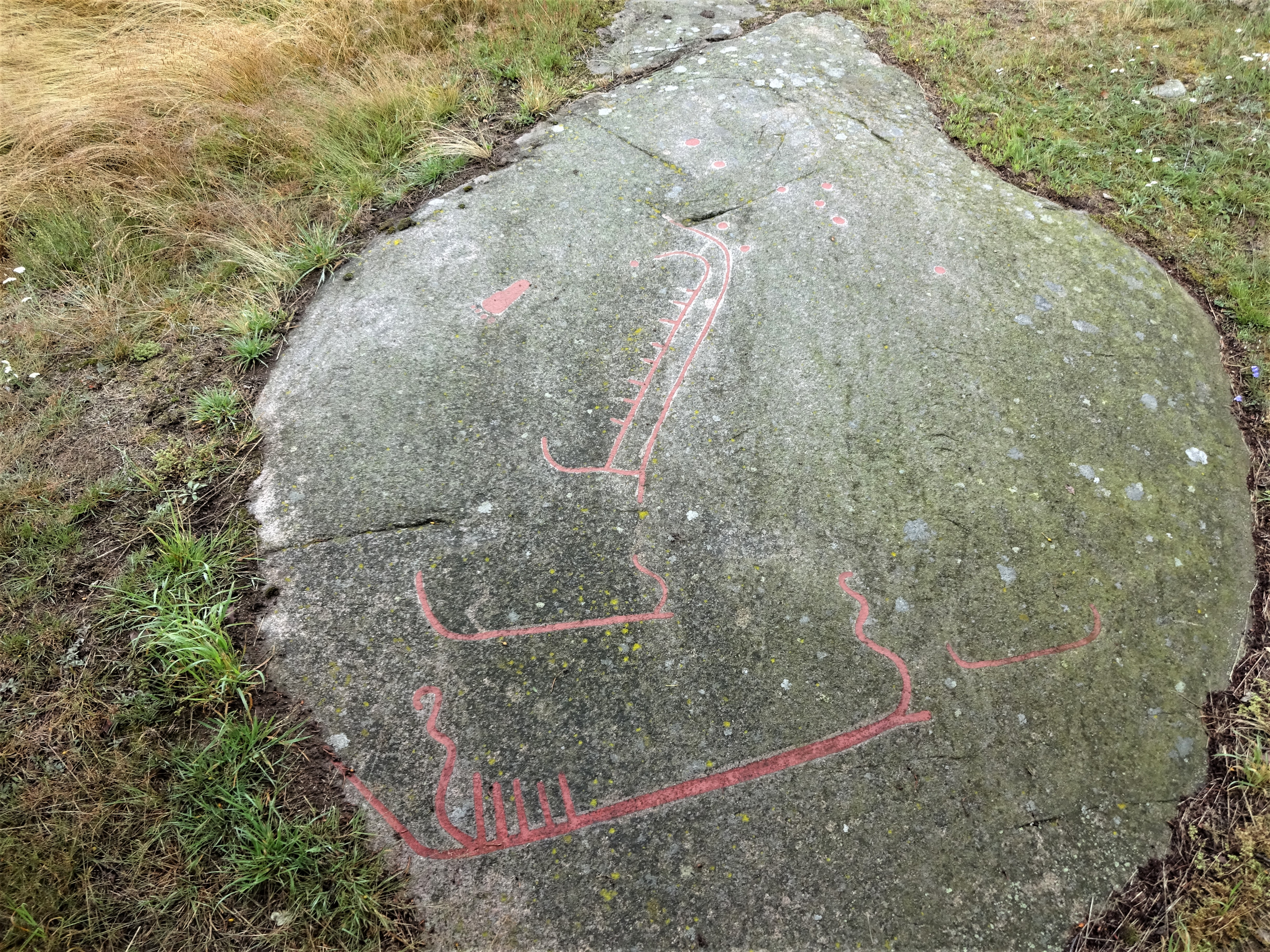
Gesamte Ritzungen
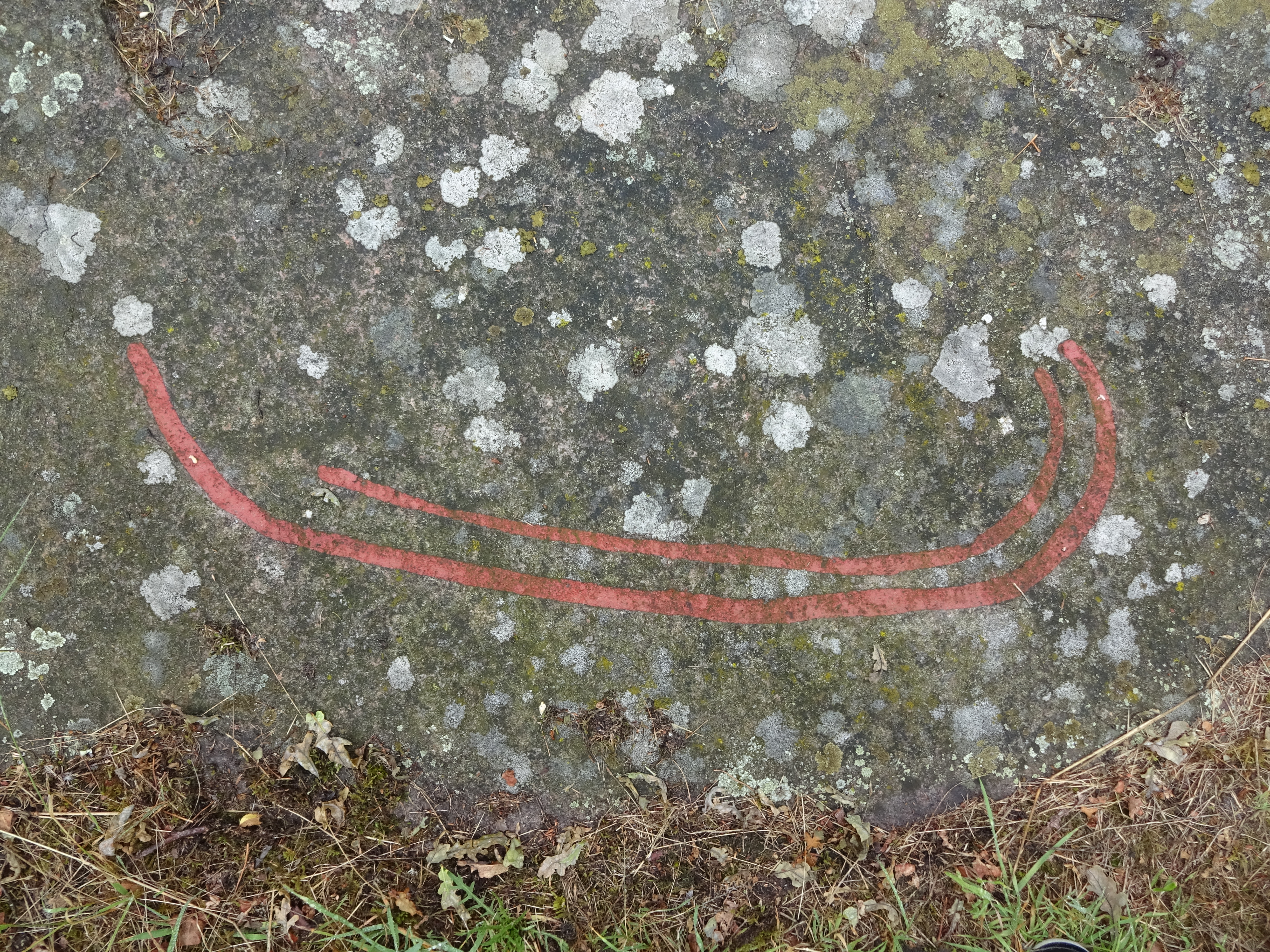
Schiff sehr stilisiert
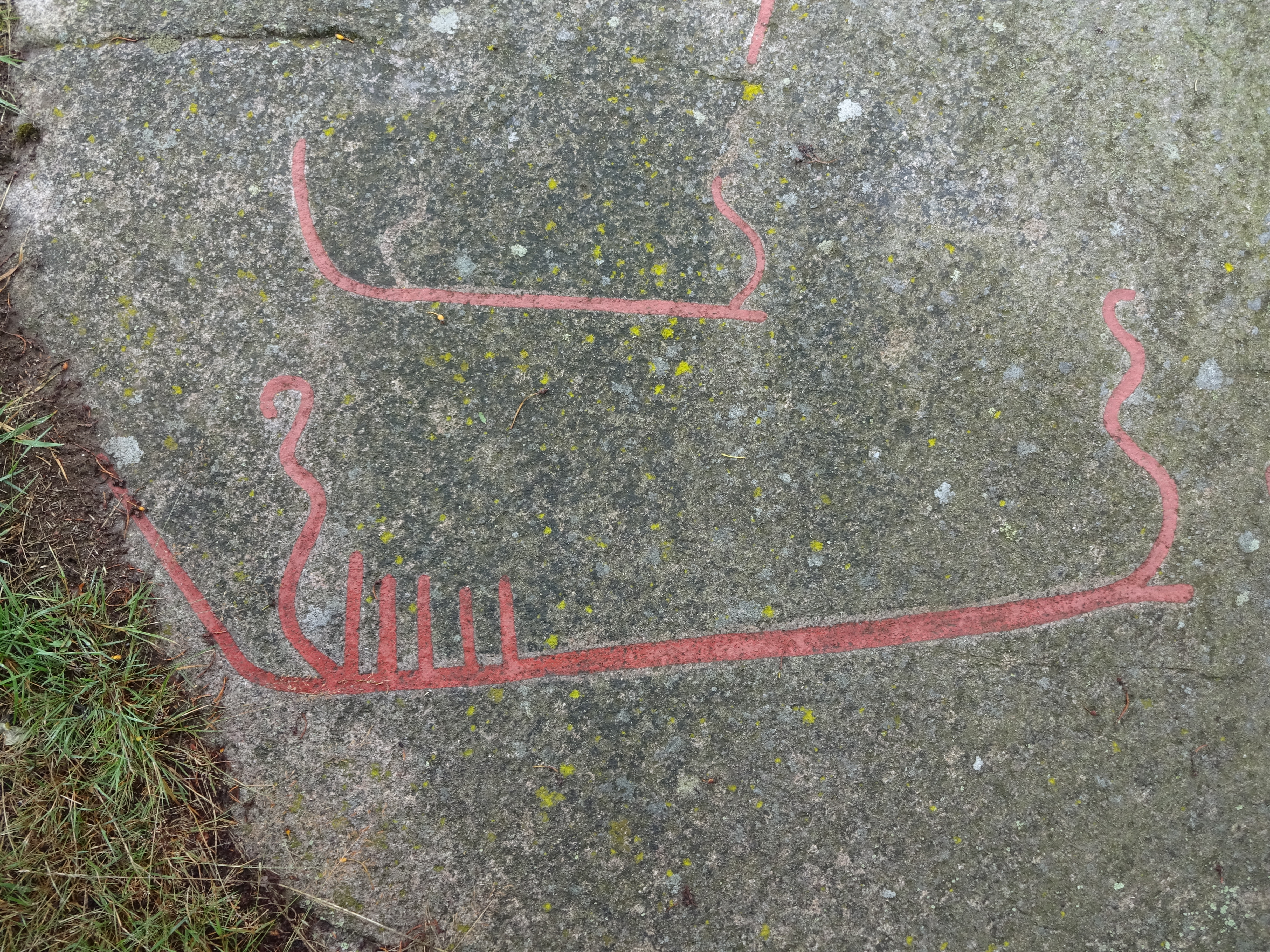
Zwei Schiffe
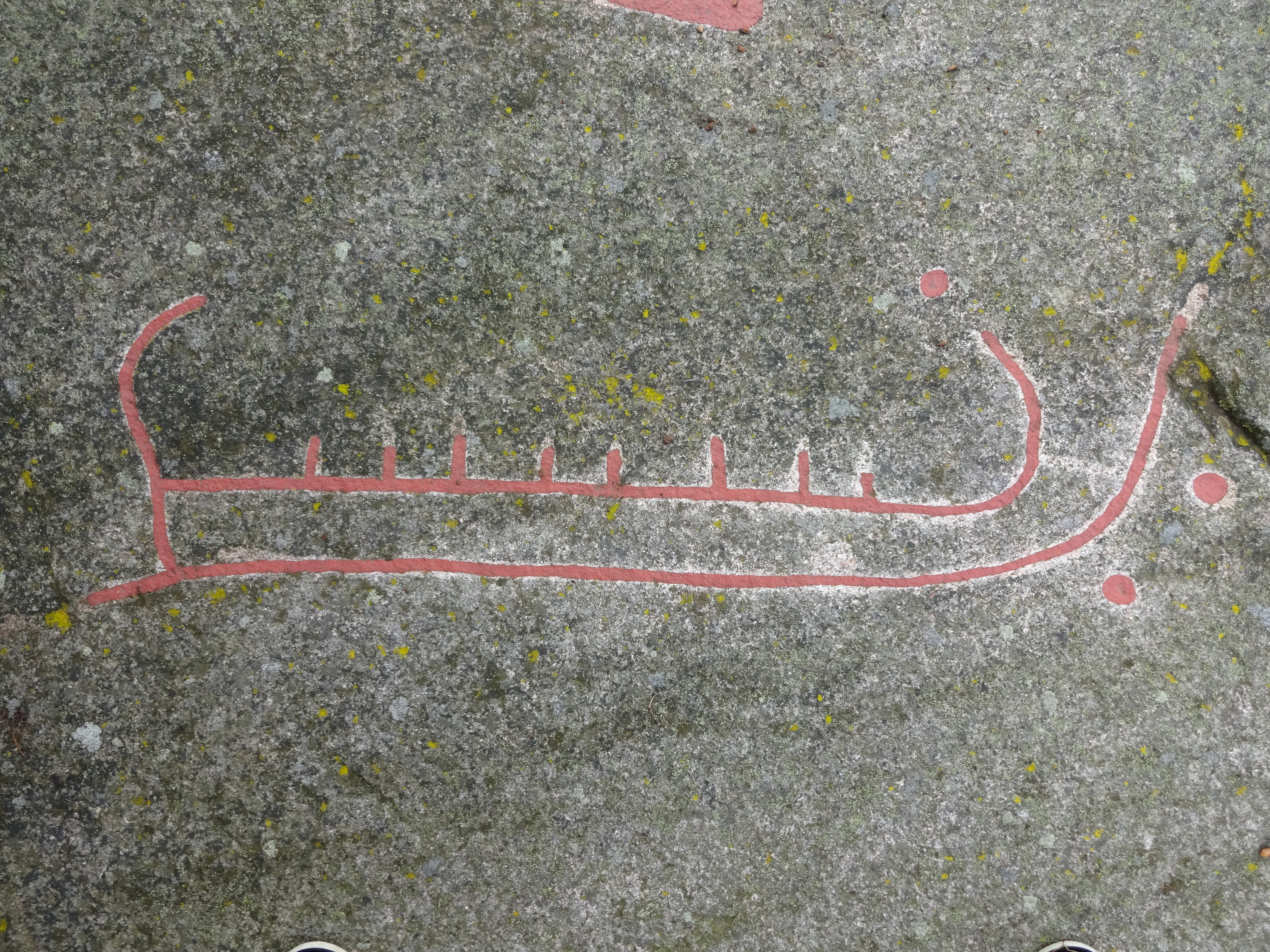
Schiff und Schälchen
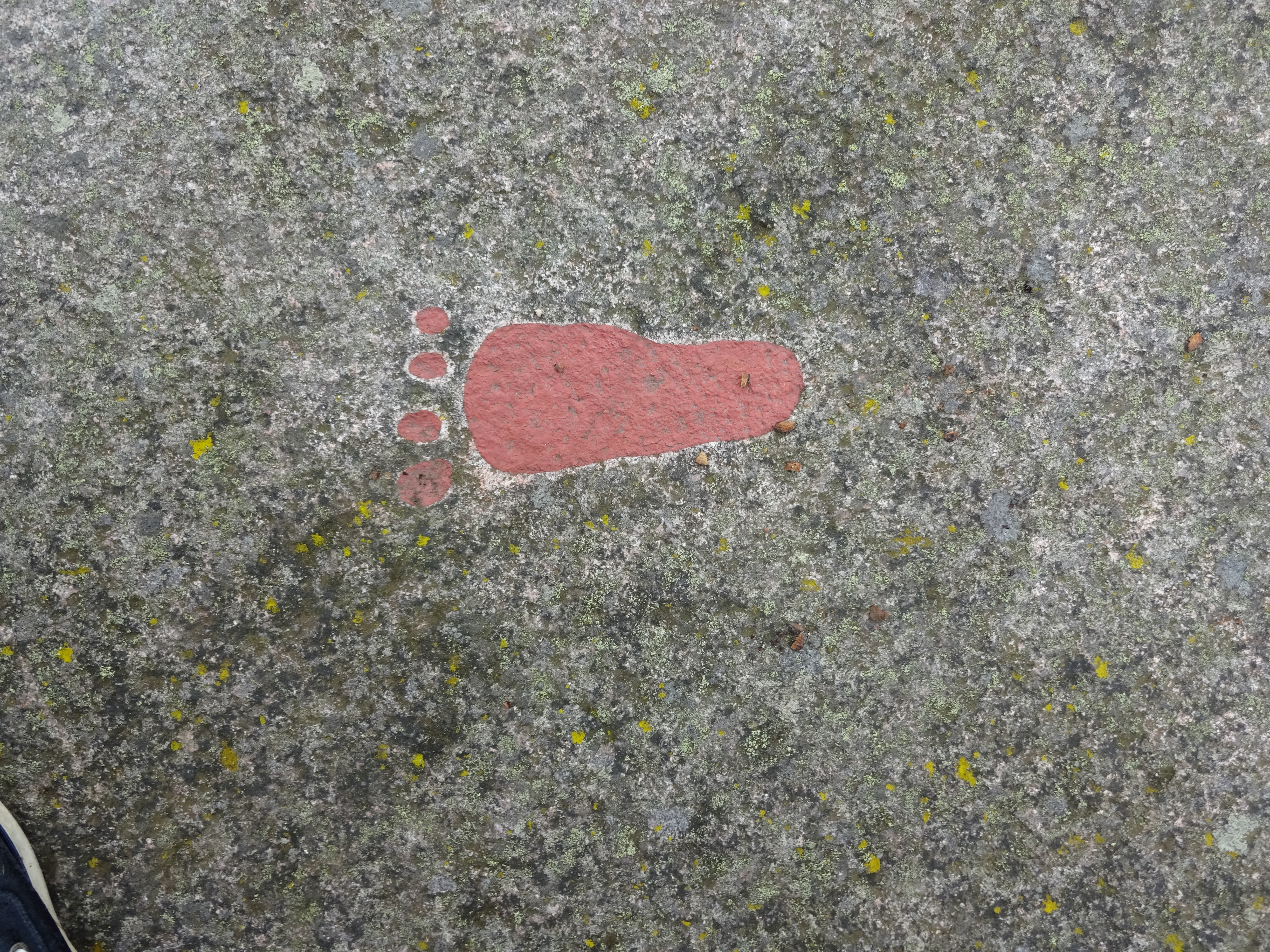
Fußumriss mit Zehen